# Bokn
Bokn – norweskie miasto i gmina leżąca w regionie Rogaland.
Bokn jest 422. norweską gminą pod względem powierzchni.

## Demografia
Według danych z roku 2005 gminę zamieszkuje 769 osób. Gęstość zaludnienia wynosi  16,15 os./km². Pod względem zaludnienia Bokn zajmuje 420. miejsce wśród norweskich gmin.
|      | kobiety | mężczyźni | razem |
| ---- | ------- | --------- | ----- |
| osób | 391     | 378       | 769   |
| %    | 50,85   | 49,15     | 100   |

|      | podstawowe | średnie | wyższe | nieznane |
| ---- | ---------- | ------- | ------ | -------- |
| osób | 156        | 375     | 59     | 3        |
| %    | 26,31      | 63,24   | 9,95   | 0,51     |

## Edukacja
Według danych z 1 października 2004:
- liczba szkół podstawowych (norw. grunnskolar): 1
- liczba uczniów szkół podstawowych: 111

## Władze gminy
Według danych na rok 2011 administratorem gminy (norw. rådmann) jest Jan Erik Nygård, natomiast burmistrzem (norw. ordfører, d. borgermester) jest Kyrre Lindanger.